# Rick Harrison

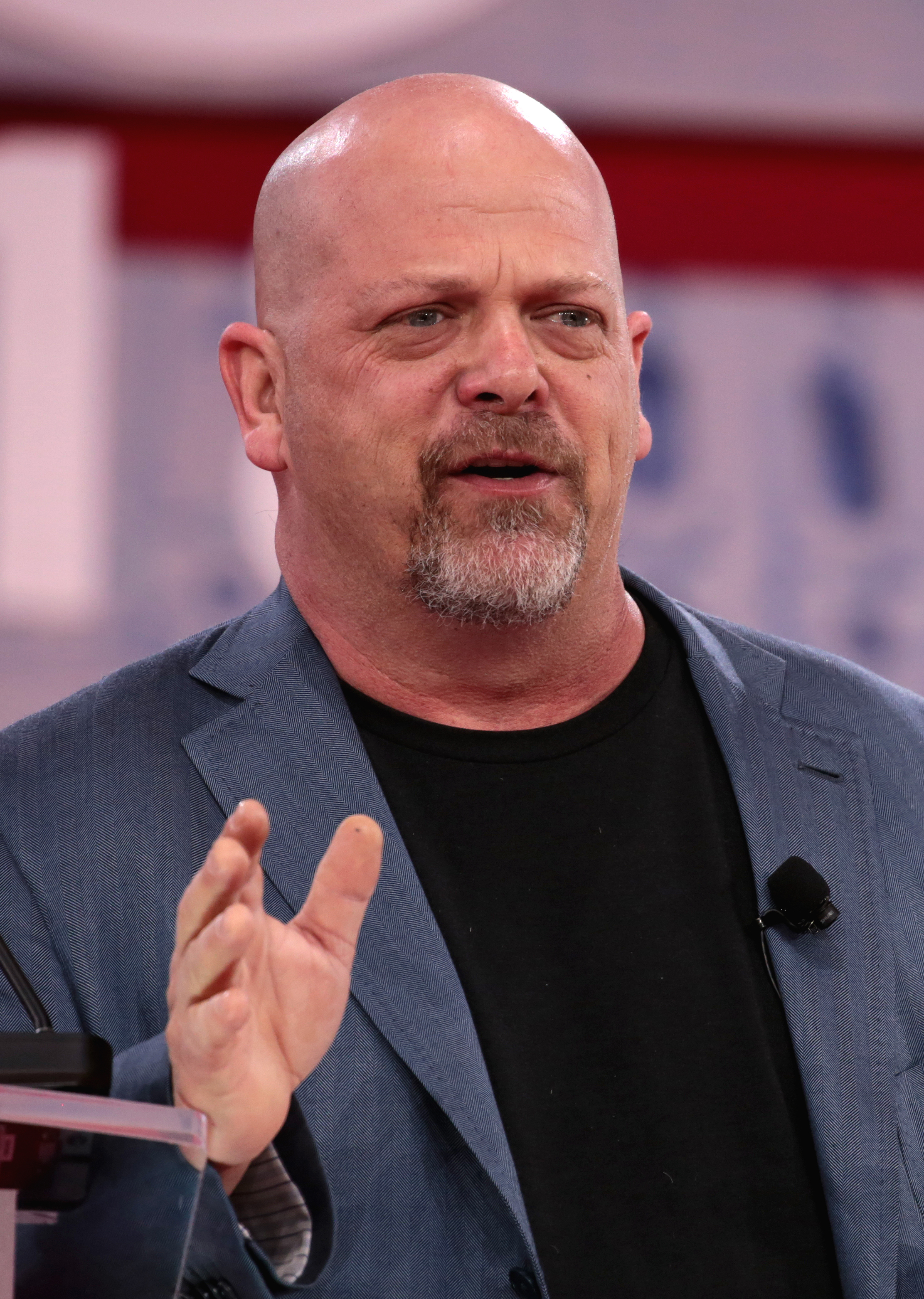
Rick Harrison w lutym 2018 roku

Richard Kevin Harrison (ur. 22 marca 1965 w Lexington) – amerykański biznesmen i osobowość telewizyjna. Znany z udziału w amerykańskim serialu Gwiazdy Lombardu na kanale telewizyjnym History.

## Wcześniejsze życie
Harrison urodził się 22 marca 1965 roku w Lexington w Północnej Karolinie, jako trzecie dziecko Richarda Benjamina Harrisona Jr., weterana marynarki wojennej Stanów Zjednoczonych i Joanne Rhue Harrison. Harrison jest młodszym bratem Sherry Joanne Harrison (zmarła w wieku 6 lat) i Josepha Kenta Harrisona oraz starszym bratem Chrisa Harrisona.
W 1967 roku, kiedy Harrison miał dwa lata, jego rodzina przeniosła się do San Diego w Kalifornii. Jako dziecko, Harrison cierpiał na napady padaczkowe, które zaczęły się w wieku ośmiu lat, co powodowało, że dużą część czasu spędzał w łóżku i doprowadziło do trwającego całe życie zamiłowania do czytania. Harrison uczęszczał do gimnazjum, które jest częścią San Diego Unified School District, ale porzucił naukę w dziesiątej klasie. Rodzina Harrisonów przeniosła się do Las Vegas w stanie Nevada w kwietniu 1981 r., po upadku firmy z branży nieruchomości jego rodziców.

## Kariera

### Otwarcie lombardu
W 1981 roku ojciec Harrisona otworzył sklep z używanymi rzeczami, w którym do pomocy zatrudniono jego syna. Po pięciu latach sklep przeniósł się do większej lokalizacji przy Fremont Street. Po dwóch latach w tym miejscu Harrisonowie stracili dzierżawę. Następnie przenieśli się do nowego budynku w handlowej dzielnicy przy Las Vegas Boulevard. Harrison opowiada w swojej autobiografii, że on i jego ojciec od dawna starali się przekształcić sklep w lombard, nazywając to „logicznym postępem”. W 1989 roku Harrison i jego ojciec, Richard Benjamin Harrison otworzyli lombard Gold & Silver Pawn Shop; jego współwłaścicielami byli aż do śmierci ojca Ricka w 2018 roku. Do 2005 roku Harrison i jego ojciec łącznie pożyczali w ramach usług pożyczkowych sumę około 3 milionów dolarów rocznie, co przyniosło im około 700 000 dolarów dochodu z odsetek.

### Telewizja i sława
W styczniu 2011 roku Gwiazdy Lombardu były najlepiej ocenianym programem na kanale History i drugim co do wielkości reality show po Jersey Shore. 7 czerwca 2011 Harrison opublikował biografię zatytułowaną License to Pawn: Deals, Steals, and My Life at the Gold & Silver. Jego książka osiągnęła 22 miejsce na liście bestsellerów New York Timesa 26 czerwca 2011 r.
Harrison pojawił się jako on sam, wraz ze swoim synem Coreyem w „I Lost My Head in Vegas”, odcinku amerykańskiego serialu telewizyjnego iCarly z 3 listopada 2012 roku. Cztery dni później pojawił się jako właściciel sklepu z antykami w „The Safe”, odcinku serialu The Middle z 7 listopada 2012 roku.

## Życie prywatne
Harrison jest stałym zwolennikiem republikańskich polityków i kandydatów, wspierając prezydenta Donalda Trumpa w 2016 i 2020 r. oraz Daniela Rodimera w 3. okręgu kongresowym Nevady w 2020 r. Rozważał potencjalną kandydaturę na gubernatora Nevady w 2022 r.